# 稲葉国造
稲葉国造（いなばのくにのみやつこ、いなばこくぞう）は、のちに因幡国となる地域（稲葉国）を支配した国造である。

## 概要

### 表記
『先代旧事本紀』「国造本紀」に稲葉国造とある。

### 先祖
- 『先代旧事本紀』「国造本紀」では、成務天皇朝に彦坐王の子である彦多都彦命が国造へ任命されたと伝わる。
- 『伊福部氏系図』では櫛玉神饒速日命の8世孫の伊其和斯彦宿祢が成務天皇朝に国造へ任命されたと伝わる。

### 氏族
因幡氏（いなばうじ、姓は造）で、宝亀二年に因幡造を賜った。後に因幡宿禰姓を名乗るようになる。国造の一族には伊福部氏（いふくべうじ、造は臣）がいる。その系譜について、彦坐王後裔の皇別とする伝承と饒速日命の後裔の神別とする伝承がある。
「イナバ」（稲葉、因幡、印旛、印葉、稲羽）の固有名詞は、山陰道の稲葉国造、同国法美郡の稲羽郷・稲葉山のほか、大和国天理市の稲葉、美濃国厚見郡の稲葉山（三野後国造の中心領域で、式内社物部神社も鎮座）、や「天孫本紀」の印葉という者（武諸隅命の孫とされる）、「国造本紀」の久努国造の祖・印播足尼（伊香色男命の孫とされる）などに見える。

## 本拠

### 支配領域
国造の支配領域は当時稲葉国と呼ばれた地域、後の律令制における因幡国、現在の鳥取県巨濃郡、法美郡、八上郡、邑美郡、高草郡、気多郡に当たる。

## 氏神
鳥取市国府町に鎮座する因幡国一宮の宇倍神社。祭神は現在武内宿禰とされているが、稲葉国造の先祖が本来の祭神ともされる。